# Serse

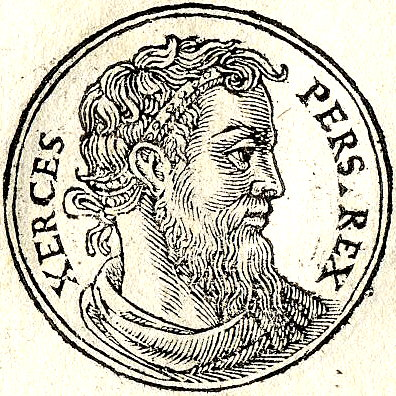
Xerxes I., von 486 bis 465 v. Chr. achämenidischer Großkönig und ägyptischer Pharao; Porträt aus dem Promptuarium Iconum Insigniorum

Serse (deutsch: Xerxes) (HWV 40) ist eine Oper (Dramma per musica) in drei Akten von Georg Friedrich Händel und neben Julius Caesar die in der Neuzeit meistgespielte Händel-Oper. Die Handlung, die lose auf Xerxes I. basiert, trägt sich in Persien (dem heutigen Iran) um etwa 470–480 v. Chr. zu. Das Eröffnungs-Arioso „Ombra mai fu“, die Xerxes einer Platane vorsingt, ist eine der bekanntesten Melodien Händels und wird oft als das „Largo von Händel“ bezeichnet (obwohl es original ein „Larghetto“ ist).

## Entstehung
Seit der Saison 1733/34 hatte Händels Opernunternehmen in London Konkurrenz durch die sogenannte Adelsoper, der „Opera of the Nobility“. Dies war ein durch eine Reihe von Aristokraten (an erster Stelle wäre Friedrich, der Prinz von Wales zu nennen) unterstütztes Ensemble, welches Händel ab der zweiten Saison aus seinem gewohnten Opernhaus, dem King’s Theatre am Haymarket verdrängte. Aber Händel mietete das 1732 neu erbaute Theater in Covent Garden und war dort mit seinem Ariodante und der Alcina 1735 sehr erfolgreich. Schließlich führte der gnadenlose Konkurrenzkampf zwischen beiden Opernunternehmen mit den immensen Gagen für die berühmten Sängerinnen und Sänger dazu, dass finanziell beide über ihren Verhältnissen wirtschafteten, was nach der Saison 1736/37 zum Bankrott beider Ensembles führte.
Nach 1729 und 1734 war damit zum dritten Male ein Händelsches Opernunternehmen gescheitert. Bei allen Schwierigkeiten wirtschaftlicher oder gesundheitlicher Art aber fällt auf, dass Händel vom Musiktheater, was auch im Laufe der Jahrzehnte immer geschehen sein mag, seit seiner Jugendzeit in Hamburg nicht ablassen konnte. Er fand immer wieder Wege, die Opernbühne mit seinen dramatischen Werken zu versorgen. Selbst als sich der Geschmack des Publikums hin zur leichteren und gefälligeren Musiksprache änderte, ging er seinen Weg weiter, auch wenn man ihm sogar schon im entfernten Deutschland attestierte, das sein Stern angeblich am Untergehen sei:

« […] que les beaux jours de Hendel sont passéz, sa tète est épuissée et son gout hors de mode. »

„[…] dass Händels große Zeit vorüber sei, seine schöpferische Kraft dahin und sein Geschmack nicht mehr zeitgemäß.“

Nachdem er sich von seinem Schlaganfall im April 1737 in einer sich anschließenden sechswöchigen Kur in Aachen erholt hatte, konnte er über den Jahreswechsel 1737/38 für die Produktion des Faramondo wieder in „sein“ King’s Theatre am Haymarket zurückkehren, musste sich aber die Saison mit Giovanni Pescetti teilen, dessen Musik wohl mehr für die Anhänger des neuen vorklassischen Stils geeignet war.
Der überraschende Tod der Königin Caroline am 20. November 1737, nach gerade mal drei Vorstellungen der neuen Spielzeit am Haymarket, war für Händel ein herber Rückschlag, denn für die Staatstrauer mussten alle Theater sechs Wochen lang schließen. So lagen seine Vorhaben und Pläne vorerst auf Eis.
Aber für Händel stellte der Tod der Königin auch persönlich einen empfindlichen Verlust dar, denn er hatte sie seit ihrem elften Lebensjahr gekannt, als sie noch Caroline von Ansbach war. Für die damals junge Gemahlin von Georg August hatte er im Jahre 1711 am Hof in Hannover Kammerduette komponiert. In England galt sie als seine größte Förderin, indem sie für sich und ihre Töchter die Opernproduktionen subskribierte, ihn als Musiklehrer anstellte und versuchte, zwischen ihrem Gatten und ihrem Sohn in seinem Interesse zu vermitteln. Händel bedankte sich, indem er ihr seine Wassermusik widmete und bei ihrer Beisetzung in der Westminster Abbey, erklang das zu diesem Anlass von Georg II. in Auftrag gegebene „Funeral Anthem“ The ways of Zion do mourn (HWV 264).
In dieser Zeit war Händel mitten in der Komposition vom Faramondo, die er wegen der Unterbrechung für die Trauerfeierlichkeiten erst am Heiligen Abend vollendete. Nun begann er sofort mit einer neuen Oper, Serse: „angefangen den 25 Decembr 1737 | Sontag oder 26 Montag, den 2 Xtag.“, notierte er am Beginn seiner Partitur; das heißt: angefangen am 25. Dezember, Sonntag, oder vielmehr am 26., Montag, dem zweiten Weihnachtstage. Die Zahl 25 ist im Manuskript durchgestrichen. Offenbar nahm er sich wegen des Weihnachtsfestes einen Tag frei. Trotz seines Vermerks im Autographen unter einer Arie im ersten Akt des Faramondo: „Mr Duval, Arzt in der Poland Street.“, welcher auf gesundheitliche Beeinträchtigungen hindeutet, ist es erstaunlich, mit welchem Elan und welcher Ausdauer Händel wieder ans Werk ging.
Händels weitere Notizen bezüglich des Entstehungsprozesses des Serse lauten: “Fine dell Atto primo | Jan 9. | 1738.” – “Fine dell' Atto 2do. Jan. 25. 1738.” – “Fine dell' Opera G. F. Handel. | London Februar.  6. 1738 | geendiget auszufüllen den 14 dieses Febr 17[38].” Er hatte zeitgleich die Spielzeit mit den ersten Vorstellungen des Faramondo fortgeführt, dessen Premiere am 3. Januar 1738 stattfand, und schrieb direkt danach ein Pasticcio, Alessandro Severo, nieder, welches aus Musik zusammengesetzt war, die hauptsächlich den drei Opern der vorangegangenen Saison, Arminio, Giustino und Berenice entnommen war. Das Pasticcio wurde dann am 25. Februar erstmals gespielt und die letzte Produktion dieser Saison, Serse, hatte dann am 15. April 1738 im King’s Theatre ihre Uraufführung, die ein völliger Misserfolg war. Offenbar schaffte auch die Starbesetzung nicht, die Ablehnung des Publikums, vielleicht wegen des innovativen Charakter des Werks und der enthaltenen komischen Elemente in der Handlung, zu verhindern. Denn obwohl dies für venezianische Werke des 17. Jahrhunderts, wie Minatos Originalfassung des Librettos typisch war, wurde in den 1730er Jahren von einer Opera seria erwartet, dass sie durchweg ernsthaft war und die Gattungen Tragödie und Komödie nicht vermischte. So fanden nur fünf Vorstellungen statt und Händel beendete die Spielzeit mit Wiederholungen der früher gegebenen heroischen Opern.

Besetzung der Uraufführung
- Serse – Gaetano Majorano, genannt „Caffarelli“ (Soprankastrat)
- Arsamene – Maria Antonia Marchesini, genannt „La Lucchesina“ (Alt)
- Amastre – Antonia Margherita Merighi (Alt)
- Romilda – Élisabeth Duparc, genannt „La Francesina“ (Sopran)
- Atalanta – Margherita Chimenti, genannt „La Droghierina“ (Sopran)
- Ariodate – Antonio Montagnana (Bass)
- Elviro – Antonio Lottini (Bass)

Es ist erstaunlich, dass eine Oper, die von dem Arioso Ombra mai fu (Nr. 2) eingeleitet wurde, sich als so vollkommener Misserfolg erwies, und dass sich eine so sinnliche Melodie, die Händel als Larghetto schrieb, in „Händels Largo“, das sentimentale Trauerlied des neunzehnten und des halben zwanzigsten Jahrhunderts, wie es in der Aufnahme Enrico Carusos von 1920 verewigt ist, verwandeln sollte.

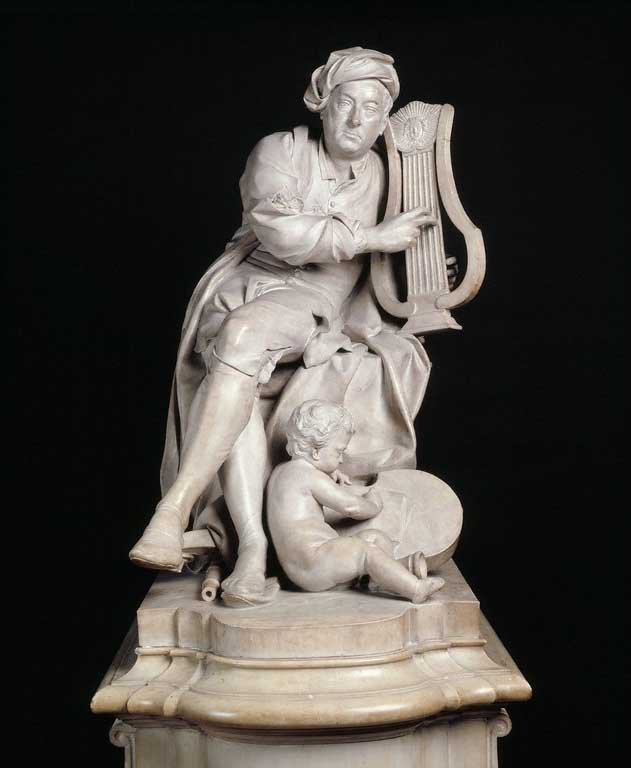
Händel-Denkmal 1738, Vauxhall Gardens London, Louis-François Roubiliac (heute im Victoria and Albert Museum)

Das Londoner Publikum wandte sich zwar zunehmend von der italienischen Oper ab, aber der Verehrung Händels tat dies keinen Abbruch. So stellte man ihm im Londoner Lustgarten Vauxhall Gardens eine Marmorstatue auf. Dies für einen noch lebenden Künstler zu tun, ist eine sehr bemerkenswerte Auszeichnung. Die Statue befindet sich heute im Victoria and Albert Museum in London.

“We are informed from very good Authority; that there is now near finished a Statue of the justly celebrated Mr. Handel, exquisitely done by the ingenious Mr. Raubillac, of St. Martin’s-Lane, Statuary, out of one entire Block of white Marble, which is to be placed in a grand Nich, erected on Purpose in the great Grove at Vaux-hall-Gardens, at the sole Expence of Mr. Tyers, Undertaker of the Entertainment there; who in Consideration of the real Merit of that inimitable Master, thought it proper, that his Effigies should preside there, where his Harmony has so often charm’d even the greatest Crouds into the profoundest Calm and most decent Behaviour; it is believed, that the Expence of the Statue and Nich cannot cost less than Three Hundred Pounds; the said Gentleman likewise very generously took at Mr. Handel’s Benefit Fifty of his Tickets.”

„Aus sehr zuverlässiger Quelle haben wir erfahren, dass eine fast fertiggestellte Statue des zu Recht gefeierten Händel existiert, feinstens angefertigt durch den geschickten Mr. Roubiliac aus der St. Martin’s Lane, Statuary, ganz aus einem Block weißen Marmors; sie soll in einer großen Nische aufgestellt werden, die man zu diesem Zwecke im großen Gehölz der Vauxhall-Gärten anlegt; die Kosten trägt allein Mr. Tyers, der das dortige Unternehmen leitet; er hält es angesichts der Verdienste dieses unnachahmlichen Meisters für angemessen, dass sein Bildnis dort stehe, wo seine Harmonien so oft die größten Menschenmengen so verzauberte, dass sie in tiefer Stille und bestem Benehmen verharrten; es heißt, dass die Statue und die Nische mindestens 300 Pfund kosten werden; besagter Herr war auch so großzügig, anlässlich Handels Benefizkonzert fünfzig Eintrittskarten zu erwerben.“

## Libretto
Mit Serse nahm sich Händel eines Operntextes an, der ihm vielleicht schon früher in seinen Hamburger Jahren hätte begegnen können. Denn der ihm wohlbekannte Hamburger Dichter Christian Heinrich Postel hatte 1689 ein Libretto Der mächtige Monarch der Perser, Xerxes, in Abydus für das Gänsemarkttheater „nach einem sinnreichen italiänischen Geiste verfertigt“. Johann Philipp Förtsch hatte die Musik dafür geschrieben. Dazu wird gesagt, man habe sich bei der Übersetzung ins Deutsche „nicht streng an die Worte gebunden, auch nach dem genius loci ein oder andere honnêtes plaisanterien hinzugefügt“. Mit diesem „sinnreichen Geist“ war der italienische Dichter Nicolò Minato gemeint. Francesco Cavalli vertonte viele seiner Libretti, so auch Il Xerse. Dieses Vertonung wurde im Januar 1654 am Teatro Santi Giovanni e Paolo in Venedig erstmals aufgeführt. Der Text ist ein typischer seiner Zeit: Mythische Überlieferungen oder historische Ereignisse werden als Skelett einer Handlung aufgestellt und mit einer oder mehreren Liebesgeschichten ausgeschmückt.
Im Januar 1694 vertonte der 23-jährige Komponist Giovanni Bononcini in Rom das Xerxes-Sujet. Dieser Opernerstling wurde am Teatro Tordinona uraufgeführt. Das Libretto Minatos wurde hierfür von Silvio Stampiglia stark überarbeitet, um es dem neuen Geschmack anzupassen, insbesondere den Arien mehr Gewicht zu geben. Von diesen gibt es bei Stampiglia 62, wovon aber nur acht von Minato stammen. Diese Fassung lieferte die Grundlage für das Textbuch Händel, aber es ist unklar, wer es für ihn eingerichtet hat. Möglicherweise war es Händel selbst, der auch für den Ersatz von Stampiglias ursprünglichem „Argomento“ („Vorbemerkung“), der den historischen Hintergrund der Geschichte durch die folgende knappe Anmerkung im gedruckten Londoner Textbuch ersetzte, verantwortlich war:

“The contexture of this Drama is so very easy, that it wou'd be troubling the reader to give him a long argument to explain it. Some imbicillities, and the temerity of Xerxes (such as his being deeply enamour'd with a plane tree, and the building a bridge over the Hellespont to unite Asia to Europe) are the basis of the story; the rest is fiction.”

„Der Zusammenhang in diesem Drama ist so einfach, dass es den Leser unnötig bemühen würde, ihm eine lange Vorbemerkung zu dessen Erklärung zu bieten. Einige Torheiten sowie die Kühnheit des Xerxes (wie seine Verliebtheit in eine Platane und der Bau einer Brücke über den Hellespont zur Vereinigung von Asien und Europa) bilden die Grundlage dieser Geschichte, der Rest ist Erfindung.“

Serse verschwand fast zweihundert Jahre lang von der Bühne, bis der Begründer der Göttinger Händelfestspiele Oskar Hagen sie am 5. Juli 1924 im Göttinger Theater wieder erweckte. Hagen hatte eine deutsche Textfassung gemacht und auch die musikalische Leitung über die Akademische Orchestervereinigung Göttingen übernommen. Blieben auch Sinn und Form des Händelschen Werkes dabei nicht unangetastet („freie Neugestaltung des Textbuches und der Secco-Rezitative“, außerdem wurden die Kastratenpartien von Männerstimmen gesungen), so wirkten doch auch in dieser Fassung Händels Musik und der heitere Geist der Oper so stark, dass sie in den 1920er Jahren an mehr als einem Dutzend deutscher Bühnen in die Spielpläne aufgenommen wurde und sie schon 1926 mindestens 90-mal aufgeführt war. Gemessen an den Aufführungszahlen ist Serse nach Giulio Cesare in Egitto die zweitbeliebteste Oper Händels in der Neuzeit. Gerade die Merkmale, die die Hörer des 18. Jahrhunderts als störend empfanden – die Kürze der Arien und die Beimischung des Komödiantischen –, könnten der Grund dafür sein, dass die Oper im 20. und 21. Jahrhundert so beliebt ist.
Inzwischen gab es über 260 Neuinszenierungen (bis 2024) in den 100 Jahren seit Hagens Produktion 1924. Dabei war auch die erste Wiederaufführung des Stückes in Originalsprache und historischer Aufführungspraxis am 1. Oktober 1982 im Atelier Lyrique in Tourcoing, nahe Lille durch die Opéra du Nord. Es spielte La Grande Écurie et la Chambre du Roy unter der Leitung von Jean-Claude Malgoire.

## Handlung

### Historischer und literarischer Hintergrund

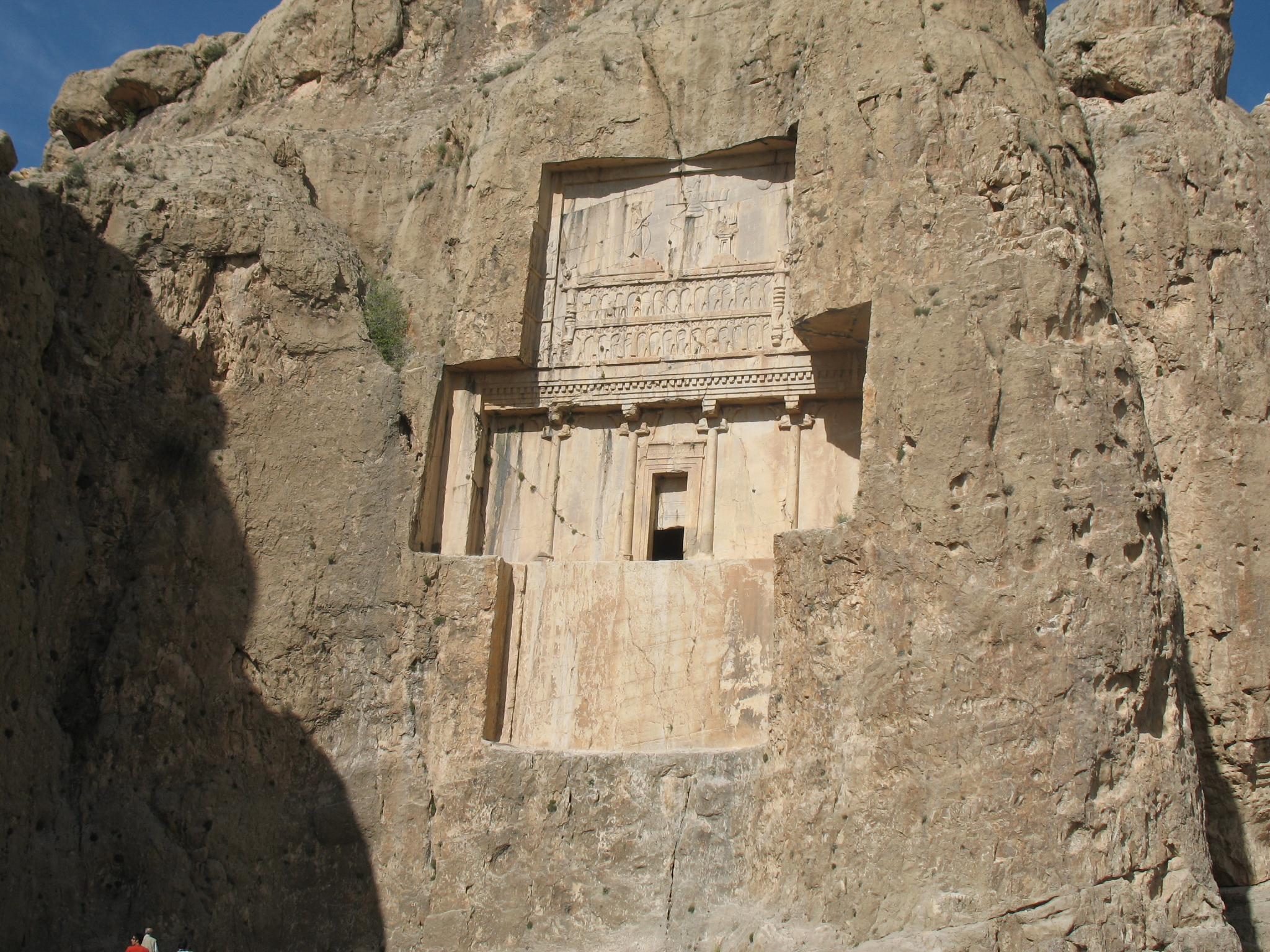
Das Felsgrab des Großkönigs Xerxes in Naqsch-e Rostam

Das Libretto bezieht sich in einigen Abschnitten auf tatsächlich geschehene Ereignisse, die von Herodot in seinem siebten Buch (5. Jahrhundert v. Chr.) beschrieben werden, wie etwa der Feldzug des Xerxes gegen Griechenland, als er die Meerenge am Hellespont mit einer Brücke aus Flachs- und Papyrusstricken überqueren lassen wollte, um nach Europa zu gelangen, die Brücke aber einstürzte. Als er schließlich eine Reihe von Booten miteinander verbinden ließ, konnte seine Armee übersetzen, um später von einem erfolgreichen Feldzug heimzukehren. Neben dem Perserkönig Xerxes waren auch Amastre (Xerxes‘ Gemahlin), Arsamene (sein Bruder) und Romilda (Arsamenes‘ ohne Namen überlieferte Frau) historische Figuren. Auch Details des Plot, dass Xerxes die Geliebte seines Bruders Arsamenes heiraten wollte oder wie er eine Platane in Sardis wegen ihrer Schönheit mit goldenem Schmuck behängen ließ, beruhen auf wahren Begebenheiten. Erstere ist im neunten Buch des Herodot (Kapitel 106 ff.) und letztere, mit dem sich Xerxes schon in der Antike der Lächerlichkeit preisgegeben hatte, im 31., 33. und 34. Kapitel beschrieben. All diese historischen Ereignisse werden im Laufe der Handlung zwar erwähnt und es wird darauf Bezug genommen, aber deren Hauptteil bildet eine Hofintrige, die Minato einer comedia famosa des Lope de Vega, Lo cierto por lo dudoso (1625), entnommen und in den antiken Orient verlegt hatte.

### Erster Akt
In einem Garten singt der persische König Xerxes ein Loblied auf eine Platane (Ombra mai fu). Xerxes Bruder Arsamene und dessen Diener Elviro kommen hinzu. Arsamene sucht eigentlich Romilda, die er liebt. Zusammen hören sie Romilda singen, und Xerxes, begeistert von ihrer Stimme, möchte Romilda zur Frau nehmen. Arsamene berichtet Romilda davon, um sie vor Xerxes Vorhaben zu warnen. Dies erfährt Atalanta, und sie hofft nun, dass Romilda und Xerxes heiraten und sie eine Beziehung mit Arsamene eingehen kann, welchen sie liebt. Als Xerxes merkt, dass Arsamene sein Rivale ist, verbannt er ihn vom königlichen Hof. Xerxes versucht daraufhin vergeblich Romilda von seiner Liebe zu ihr zu überzeugen.
Amastre, die Verlobte von Xerxes, kommt als Mann verkleidet, um sich unerkannt ein Bild von Xerxes zu machen. Gleichzeitig kehrt General Ariodate, der Vater von Romilda und Atalanta, mit der persischen Armee aus dem Krieg zurück. Xerxes verspricht Ariodate zur Belohnung für seine Siege im Feld, dass seine Tochter Romilda einen Mann aus der königlichen Familie heiraten wird. Ariodate denkt, es handele sich um Arsamene. Da Arsamene in die Verbannung aufbricht, merkt Amastre, dass Xerxes sich von ihr abgewendet hat und von sich selbst sprach, als er Ariodate einen Mann für seine Tochter versprach. Arsamene schickt Elviro mit einem Brief an Romilda, in dem er verspricht, sie heimlich zu besuchen. Atalanta versucht derweil Romildas Liebe zu Arsamene zu erschüttern und behauptet, dieser habe eine neue Geliebte – doch Romilda durchschaut ihre Schwester.

### Zweiter Akt
Auf dem Marktplatz trifft Amastre den als Blumenhändler verkleideten Diener Elviro. Dieser möchte als Bote eines Verbannten unerkannt bleiben. Von Elviro erfährt Amastre von der geplanten Hochzeit zwischen Xerxes und Romilda und verzweifelt. Dann kommt Atalanta zu Elviro und dieser gibt sich ihr zu erkennen. Atalanta verspricht ihm, den Brief an Romilda zu übergeben, und sie behauptet, dass Romilda sich nun doch in Xerxes verliebt habe. Nun kommt Xerxes hinzu, und Elviro verschwindet schnell, um nicht erkannt zu werden. Xerxes bemerkt den Brief bei Atalanta und verlangt ihn zu lesen. Dabei erkennt er die Handschrift seines Bruders. Atalanta behauptet, dass der Brief an sie gerichtet sei und dass Arsamene eigentlich sie liebe. Atalanta bittet den König, sich für ihre Vermählung mit Arsamene einzusetzen. Xerxes zeigt nun den Brief der Romilda als angeblichen Beweis dafür, dass Arsamene eigentlich Atalanta liebe. Romilda aber bleibt standhaft und schwört weiterhin Arsamene die Treue.
Elviro trifft auf dem Weg zu Arsamene noch einmal die verzweifelte Amastre und kann sie gerade noch vom Suizid abhalten. Elviro berichtet dann Arsamene, dass (wie er es von Atalanta erfuhr) Romilda nun Xerxes liebe. Arsamene ist tief enttäuscht von dieser Nachricht.
König Xerxes und General Ariodate sind mit dem Heer am Hellespont versammelt, und Xerxes befiehlt dem General in Kürze die neu gebaute Brücke nach Europa zu überqueren. Dann trifft Xerxes seinen verbannten Bruder und möchte ihm eine gute Nachricht bringen: er dürfe seine wahre Liebe, Atalanta, nun heiraten. Doch Arsamene ist erzürnt und schreitet hinfort. Xerxes ahnt nun, dass Atalanta ihn belogen hat. Xerxes begegnet Amastre, welche sich als ein verwundeter Soldat ausgibt. Romilda kommt hinzu, und Xerxes bittet sie erneut, ihn zu heiraten. Wütend interveniert Amastre, nennt Xerxes einen Betrüger und zieht ihr Schwert. Sie wird von den königlichen Wachen verhaftet, doch Romilda kann die Wachen überzeugen, sie wieder freizulassen.

### Dritter Akt
Romilda und Arsamene konfrontieren Atalanta, diese gesteht ihre Lügen und verspricht, sich nun einen anderen Mann zu suchen. Xerxes bedrängt nun schon wieder Romilda, ihn zu heiraten; diese verweist Xerxes an ihren Vater, dieser müsse seine Zustimmung geben. Xerxes bespricht sich mit dem Vater Ariodate, und dieser stimmt einer Hochzeit zu. Ariodate denkt aber weiterhin, dass Arsamene der Ehegatte sein soll. Die zunehmend verzweifelte Romilda behauptet nun Xerxes gegenüber, dass sie und Arsamene sich schon geliebt hätten. Xerxes glaubt es nicht, befiehlt aber trotzdem die Hinrichtung Arsamenes. Romilda bittet Amastre um Hilfe. Diese ist bereit, Arsamene zu warnen, und bittet ihrerseits Romilda darum, einen Brief von ihr an Xerxes zu überbringen. Romilda und Arsamene können sich noch einmal treffen und geraten dabei in Streit miteinander, da er glaubt, sie habe ihn doch verraten.
Ariodate lässt Romilda und Arsamene in den Sonnentempel kommen. Zu ihrer freudigen Überraschung vermählt Ariodate die beiden dort, im Glauben, dies entspreche der Vereinbarung mit dem König. Als Xerxes dies erfährt, ist er außer sich. Zudem wird ihm noch ein Brief überreicht, der von Romilda kommen soll. In dem Brief wird er des Liebesverrats beschuldigt. Auch als klar wird, dass der Brief von Amastre stammt, kann sich Xerxes nicht beruhigen. Er fordert Arsamene auf, mit seinem Schwert Romilda zu erschlagen. Nun interveniert die noch getarnte Amastre und fragt Xerxes, ob Liebesverrat wirklich gerächt werden soll. Als Xerxes dies bestätigt, enthüllt Amastre ihre Identität als Verlobte von Xerxes selbst und richtet ihr Schwert auf ihn. Xerxes bittet um Verzeihung und bekräftigt seine Verlobung, so dass am Ende Xerxes und Amastre sowie Romilda und Arsamene zusammen sein können.

## Musik
Gelegentlich wurde Händels Serse als seine einzige komische Oper ausgemacht, was jedoch so nicht stimmt, denn zwei seiner frühen Opern, Almira (Hamburg, 1705) und Agrippina (Venedig, 1709), enthalten ebenso durchaus komische Elemente. Auch unter den späteren Werken kann man mit der zweiten Oper für Händels zweite Opernakademie Partenope (London, 1730) ein komödiantisches Werk entdecken. Serse beschränkt sich aber nicht auf die Kategorie der Komödie, sondern ist durchaus auch ein Drama, welches echte und tiefe Emotionen der handelnden Personen zulässt, obwohl diese manchmal lächerlich erscheinen und auch das obligatorische „lieto fine“ nicht fehlen darf.

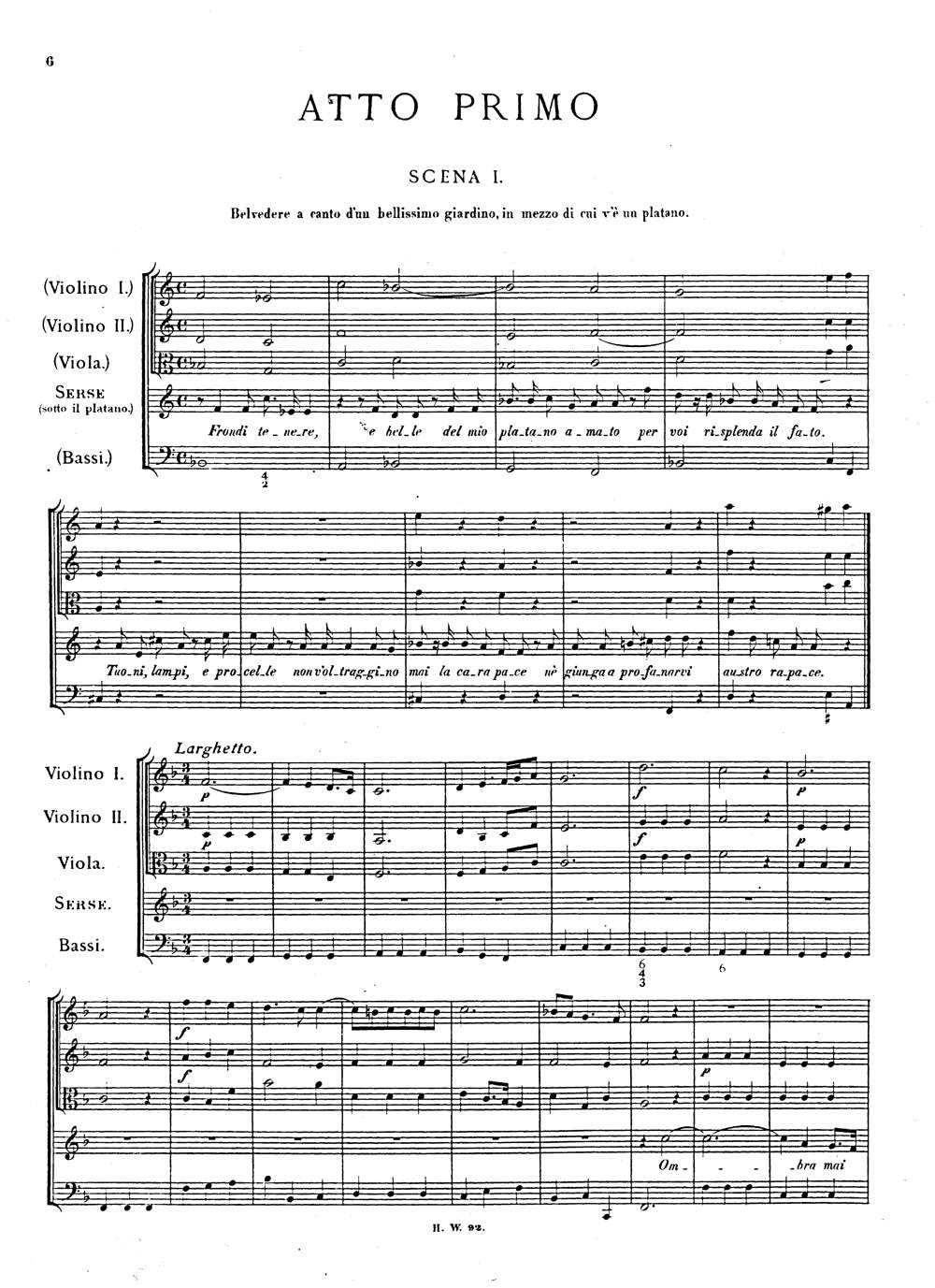
Beginn des Arioso „Ombra mai fu“.(Druck von 1884: Deutsche Händelgesellschaft, Friedrich Chrysander).

Nach dem Serse schrieb Händel nur noch zwei Opern: Imeneo (1740) und Deidamia (1741). Auch diese beiden Werke legen nahe, dass Händel sich ganz bewusst vom heroischen Stil seines bisherigen Opernschaffens abwandte, um leichtere Kost mit fantasievolleren und satirischen Elementen auf die Bühne zu bringen. So findet man nun eine erstaunliche Anzahl von kurzen, einteiligen Arien oder Ariosi, während die typische Opera seria der Zeit fast ausschließlich aus langen, dreiteiligen Da-Capo-Arien bestand. Möglicherweise hat Händel sich auch vom Erfolg von Balladenopern wie der Bettleroper von John Gay und Johann Christoph Pepusch oder Johann Friedrich Lampes The Dragon of Wantley beeinflussen lassen, sowohl was die Komödie, als auch das Fehlen von Da-Capo-Arien betrifft. Das Londoner Publikum dankte ihm dieses Entgegenkommen aber nicht, und so wandte er sich nach 1741 zugunsten des englischen Oratoriums völlig von der italienischen Oper ab.
Neben dem Textbuch Stampiglias bildete auch die Partitur von Bononcinis Oper von 1694 in gewisser Weise eine Grundlage für Händels eigene Komposition. Im London der 1720er Jahre waren beide Musiker, Bononcini und Händel, Kollegen und gleichzeitig als Opernkomponisten Rivalen der ersten Opernakademie am King’s Theatre am Haymarket gewesen und hatten sogar Opern zusammen vertont (Il Muzio Scevola, 1721). Aber Händel, der seit seinen Hamburger Jahren sehr gerne musikalisches Material seiner Kollegen als Inspiration nutzte, war in jener Zeit sehr darauf bedacht, kompositorische Ideen Bononcinis zu meiden. Erst als dieser 1733, ironischerweise wegen einer Plagiatsaffäre, London verlassen musste, änderte sich das. Händel baute nun auch Anleihen an der Partitur von Bononcinis Il Xerse in Alcina und im Alexander-Fest ein. Im Serse sind es nicht direkte thematische Zitate, sondern eher Stil und Tonalität, die er aufnahm. Sein Manuskript zeigt eine Menge an Umschreibungen seiner eigenen ersten Ideen, die den Willen erkennen lassen, ein völlig originales Werk, wenn auch auf der Basis von Bononcinis Modell zu schaffen.
Darüber hinaus hat Händel dann in seinem Autographen auch noch Kürzungen, vor allem an Andante- und Larghetto-Arien vorgenommen. Diese Streichungen stehen im Zeichen der Wandlung des Stils von der großen Da-capo-Arie der barocken Helden-Oper zu kleineren Formen wie dem Arioso und der Arietta, was unter dem Einfluss der Aufklärung und besonders der Opera buffa schließlich zum Dramma giocoso Goldonis und Mozarts führen sollte. Beispielhaft sei die zweite Szene des Ersten Aktes erwähnt, in der ein ganzes Gebilde aus ariosen und rezitativischen Gliedern entsteht.
Händels Serse ist im Spannungsfeld zwischen Komödie und Tragödie eine glaubwürdige und heitere Oper. Ihre Musik bringt die Emotionen ihrer sehr menschlichen Charaktere sehr klar zum Ausdruck.

## Struktur der Oper
Ouverture. – Gigue. (2 Ob, Str, BC)

### Erster Akt
| Scena I     | Recitativo accompagnato. Serse (Str, BC) Frondi tenere e belle                                                         |
|             | 2. Arioso. Serse (Str, BC) Ombra mai fu di vegetabile                                                                  |
| Scena II    | Recitativo. Arsamene, Elviro Siam giunti, Elviro                                                                       |
|             | 3. Sinfonia e Recitativo. Arsamene, Elviro (2 BlFl, Fg, Str, BC)                                                       |
| (Scena III) | 4. Arioso e Recitativo. Romilda, Arsamene, Elviro, Serse (2 BlFl, Str, BC) O voi / Questa è Romilda / O voi che penate |
|             | Recitativo. Serse, Arsamene Arsamene. Mio Sire? Udite?                                                                 |
|             | 5. Aria. Romilda (2 BlFl, Str, BC) Va godendo vezzoso e bello                                                          |
|             | Recitativo. Serse, Arsamene Quel canto a un bel amor                                                                   |
|             | 6. Aria. Serse (Strophe 1) (Str, BC) Io le dirò che l’amo                                                              |
|             | 6. Aria. Arsamene (Strophe 2) (Str, BC) Tu le dirai che l’ami                                                          |
| Scena IV    | Recitativo. Romilda, Arsamene, Atalanta Arsamene! Romilda, oh Dei, pavento                                             |
|             | 7. Aria. Atalanta (Str, BC) Sì, sì, mio ben, io vivo per te sol                                                        |
|             | Recitativo. Elviro, Arsamene Presto, Signor, vien Serse                                                                |
| Scena V     | Recitativo. Serse, Romilda, Arsamene, Elviro Come, qui, Principessa                                                    |
|             | 8. Aria. Arsamene (2 Vl, BC) Meglio invoi col mio partire                                                              |
| Scena VI    | Recitativo. Serse Bellissima Romilda, eh! non celate                                                                   |
|             | 9. Aria. Serse (2 Vl, BC) Di tacere e di schernirmi, ah! crudel                                                        |
| Scena VII   | Recitativo. Romilda Aspide sono                                                                                        |
|             | 10. Aria. Romilda (Str, BC) Nè men con l’ombre d’infedelta                                                             |
| Scena VIII  | 11. Aria. Amastre (2 Vl, BC) Se cangio spoglia, non cangio core                                                        |
| Scena IX    | Recitativo. Ariodate, Amastre Pugnammo, amici                                                                          |
|             | 12. Coro. (2 Ob, Trp, Str, BC) Già la tromba, che chiamò                                                               |
| Scena X     | Recitativo. Amastre, Serse, Ariodate Ecco Serse, o che volto                                                           |
|             | 13. Aria. Ariodate (Str, BC) Soggetto al mio volere, gl’astri non voglio, no                                           |
| Scena XI    | Recitativo. Serse, Amastre Queste vittorie, io credo                                                                   |
|             | 14. Aria. Serse (Str, BC) Più che penso alle fiamme del core                                                           |
| Scena XII   | Recitativo. Arsamene, Elviro Eccoti il foglio Elviro                                                                   |
|             | 15. Arietta. Elviro (Str, BC) Signor, lasciate far a me                                                                |
|             | 16. Aria. Arsamene (2 Vl, BC) Non so se sia la speme, che mi sostiene in vita                                          |
| Scena XIII  | Recitativo. Amastre Tradir di reggia sposa                                                                             |
|             | 17. Aria. Amastre (Str, BC) Saprà delle mie offese ben vendicarsi il cor                                               |
| Scena XIV   | Recitativo. Atalanta, Romilda Al fin sarete sposa                                                                      |
|             | 18. Aria. Romilda (2 Vl, BC) Se l’idol mio rapir mi vuoi                                                               |
| Scena XV    | Recitativo. Atalanta Per rapir quel tesoro                                                                             |
|             | 19. Aria. Atalanta (Str, BC) Un cenno leggiadretto, un riso vezzosetto                                                 |

### Zweiter Akt
| Scena I    | 20. Arioso. Amastre (Str, BC) Speranze mie fermate, non mi lasciate ancor                     |
|            | 21. Arietta. Elviro (BC) Ah! Chi voler fiora di bella giardina                                |
|            | Recitativo. Elviro, Amastre E chi di rebbe mai, ch’io sono Elviro?                            |
|            | 22. Aria. Amastre (Str, BC) Or che siete speranze tradite                                     |
| Scena II   | Recitativo. Elviro Quel curioso e partito                                                     |
|            | 23. Arioso e Recitativo. Atalanta, Elviro (BC) A piangere ogn’ora Amor mi destina             |
|            | 24. Arietta. Elviro (Str, BC) Ah! Tigre infedele, cerasta crudele cerasta                     |
|            | Recitativo. Atalanta, Elviro Parti; il Re s’avvicina. Ah! chi voler fiori                     |
| Scena III  | Recitativo. Atalanta Con questo foglio mi farò contenta                                       |
|            | 25. Arioso. Serse (BC) È tormento troppo fiero l’adorar cruda beltà                           |
|            | Recitativo. Serse, Atalanta Di quel foglio, Atalanta                                          |
|            | 26. Aria. Atalanta (Strophe 1) (2 Ob, Str, BC) Dirà che amor per me piagato il cor non gli ha |
|            | Recitativo. Serse, Atalanta Voi quel foglio lasciate a me per prova                           |
|            | 26. Aria. Atalanta (Strophe 2) (2 Ob, Str, BC) Dirà che non m’amo, che mai per me languì      |
| Scena IV   | Recitativo. Serse, Romilda Ingannata Romilda!                                                 |
|            | 27. Duetto. Romilda, Serse (BC) L’amerete? / L’amerò                                          |
|            | 28. Aria. Serse (2 Ob, Str, BC) Se bramate d’amar, chi vi sdegna                              |
| Scena V    | 29. Recitativo accompagnato. Romilda (Str, BC) L’amero? non fia vero                          |
|            | 30. Aria. Romilda (Str, BC) E gelosia quella tiranna                                          |
| Scena VI   | Recitativo. Amastre, Elviro Già che il duol non m’uccide                                      |
|            | 31. Aria. Amastre (Str, BC) Anima infida, tradita io sono, vien tu m’uccida                   |
| Scena VII  | Recitativo. Elviro, Arsamene È pazzo affè! Elviro…                                            |
|            | 32. Aria. Arsamene (Str, BC) Quella che tutta fè per me languia d’amore                       |
| Scena VIII | 33. Coro. (2 Ob, 2 Hr, Str, BC) La virtute sol potea                                          |
|            | Recitativo. Serse, Ariodate Ariodate! Signore. Del mare ad onta                               |
| Scena IX   | 34. Arioso. Arsamene (BC) Per dar fine alla mia pena, chi mi svena, per pietà!                |
|            | Recitativo. Serse, Arsamene Arsamene, ove andate?                                             |
|            | 35. Aria. Arsamene (Str, BC) Sì, la voglio e la otterò                                        |
| Scena X    | Recitativo. Atalanta, Serse V’inchino, eccelso Re                                             |
|            | 36. Aria. Atalanta (Str, BC) Voi mi dite che non l’ami                                        |
|            | Recitativo. Serse Saria lieve ogni doglia                                                     |
|            | 37. Aria. Serse (Str, BC) Il core spera e teme penando ogn’or cosi                            |
| Scena XI   | 38. Recitativo accompagnato. Elviro (Str, BC) Me infelice, ho smarrito il mio padrone!        |
|            | 39. Aria. Elviro (Str, BC) Del mio caro baco amabile                                          |
| Scena XII  | 40. Duetto. Serse, Amastre (Str, BC) Gran pena è gelosia per altri io son sprezzato           |
|            | Recitativo. Serse, Amastre Aspra sorte! Empie stelle!                                         |
| Scena XIII | Recitativo. Serse Romilda, e sarà ver                                                         |
|            | 41. Arietta. Romilda (Str, BC) Val più contento core                                          |
|            | Recitativo. Serse, Romilda, Amastre Vuò, ch’abbian fine                                       |
| Scena XIV  | Recitativo. Amastre, Romilda La fortuna la vita, e l’esser mio                                |
|            | 42. Aria. Romilda (Str, BC) Chi cede al furore di stelle rubelle amante non è                 |

### Dritter Akt
| Scena I    | 43. Sinfonia (Str, BC)                                                                           |
|            | Recitativo. Arsamene, Romilda Sono vani i pretesti                                               |
| Scena II   | Recitativo. Atalanta, Elviro, Arsamene, Romilda Ahi! Scoperto è l’inganno!                       |
|            | 44. Arietta. Atalanta (2 Vl, BC) Nò, nò, se tu mì sprezzi, morir non vuo                         |
| Scena III  | Recitativo. Romilda, Elviro, Arsamene, Serse Ecco in segno di fe la destra amica!                |
|            | 45. Aria. Serse (2 Vl, BC) Per rendermi beato parto, vezzose stelle                              |
| Scena IV   | Recitativo. Arsamene, Romilda Ubbidirò al mio Re?                                                |
|            | 46. Aria. Arsamene (Str, BC) Amor, tiranno Amor, per me non hai pieta                            |
| Scena V    | Recitativo. Serse, Ariodate Come già vi accennammo                                               |
|            | 47. Aria. Ariodate (2 Vl, BC) Del Ciel d’amore sorte si bella                                    |
| Scena VI   | Recitativo. Romilda Il suo serto rifiuto                                                         |
| Scena VII  | Recitativo. Serse, Romilda Fermatevi, mia Sposa                                                  |
| Scena VIII | Recitativo. Romilda, Amastre Prode guerrier… Signora… A me venite!                               |
|            | 48. Aria. Amastre (Str, BC) Cagio son io del mio dolore                                          |
| Scena IX   | Recitativo. Arsamene, Romilda Romilda infida, e di me pensa ancora?                              |
|            | 49. Duetto. Romilda, Arsamene (Str, BC) Troppo oltraggi la mia fede, alma fiera, core ingrato    |
| Scena X    | 50. Coro. (2 Ob, Trp, Str, BC) Ciò che Giove destino                                             |
|            | Recitativo. Ariodate, Arsamene, Romilda Ecco lo sposo!                                           |
|            | 50. Coro. (2 Ob, Trp, Str, BC) Chi infelice si trovò                                             |
| Scena XI   | Recitativo. Serse, Ariodate Sene viene Ariodate                                                  |
|            | 51. Aria. Serse (Str, BC) Crude furie degl’orridi abissi, aspergetemi                            |
| Scena XII  | Recitativo. Serse, Ariodate, Arsamene, Romilda, Amastre, Elviro, Atalanta Perfidi! e ancor osate |
|            | 52. Aria. Romilda (Str, BC) Caro voi siete all’alma                                              |
|            | 53. Coro. (2 Ob, Str, BC) Ritorna a noi la calma, riede la gioja al cor                          |

## Erfolg und Kritik
Der Zeitzeuge John Upton berichtet, Orchester und Chor wären nur schwach besetzt gewesen und der Earl of Shaftesbury schreibt an seinen Vetter, den Philosophen James Harris nach dem Besuch der Premiere:

Xerxes is beyond all doubt a fine composition. The singers perform it very indifferently which is a great disadvantage to it; the airs too, for brevity's sake as the opera would otherwise be too long fall without any recitativ' intervening from one into another that tis difficult to understand till it comes by frequent hearing to be well known. My own judgement is that is it a capital opera notwithstanding tis called a ballad one.

„Xerxes ist ohne Zweifel eine gute Komposition. Die Sänger haben sie allerdings, zu ihrem großen Nachteil, sehr gleichförmig dargestellt. Auch die Arien gingen der Kürze wegen ohne Rezitative dazwischen ineinander über, da die Oper sonst zu lang werden würde, sodass das Verstehen schwierig ist oder sich erst durch häufiges Hören einstellt. Mein eigenes Urteil ist, dass es eine prächtige Oper ist, ungeachtet der Tatsache, dass man sie eine Ballad Opera nennt.“

Der Musikhistoriker Charles Burney ließ in seiner Allgemeinen Musikgeschichte 1789 am Textbuch des Serse kein gutes Blatt:

“I have not been able to discover the author of the words of this drama; but it is one of the worst that Handel ever set to Music: for besides feeble writing, there is a mixture of tragi-comedy and buffoonery in it, which Apostolo Zeno and Metastasio had banished from serious opera.”

„Ich habe den Autor des Textes dieses Dramas nicht ausfindig machen können, aber er ist einer der schlechtesten, den Händel je vertont hat: denn neben der schwachen Schreibweise enthält es eine Mischung aus Tragikomödie und Possenreißerei, die Apostolo Zeno und Metastasio aus der Opera seria verbannt hatten.“

Im Gegensatz dazu lobt er die Musik zum Eingangs-Arioso Ombra mai fù im selben Buch geradezu prophetisch:

“[...] in a clear and majestic style, out of the reach of time and fashion.”

„[...] in einem klaren und majestätischen Stil, zeitlos und nicht der Mode unterworfen.“

Friedrich Chrysander hat 1860, ohne zu wissen, dass Händel seinerzeit Bononcinis Partitur von dessen Il Xerse (1694) vorlag, folgendes geschrieben:

„In Händel’s Musik erscheinen kleine ariose Gänge, die ihrer Fassung nach schon um 1700 geschrieben sein könnten; vermuthlich benutzte er eine Composition seines Textes aus früherer Zeit, welche denn auch den Grundstock der Buffoarien lieferte. In diesen Gesängen ist der komische Gehalt nicht zu verkennen; aber Händel hört hier auf Händel zu sein. Xerxes hat ein ziemlich buntscheckiges Ansehen, doch nicht den Reichthum und die Originalität seiner besten Opern.“

## Orchester
Zwei Blockflöten, zwei Oboen, Fagott, zwei Hörner, Trompete, Streicher, Basso continuo (Violoncello, Laute, Cembalo).

## Diskografie (Auswahl)
- Verona 27032-4 (1962): Fritz Wunderlich (Serse), Naan Pöld (Arsamene), Hertha Töpper (Amastre), Jean Cook (Romilda), Ingeborg Hallstein (Atalanta), Karl-Christian Kohn (Ariodate), Max Proebstl (Elviro).
Sinfonieorchester des Bayerischen Rundfunks; Dir. Rafael Kubelík. (181 min, deutsch)
- Westminster XWN 3321 (1965): Maureen Forrester (Serse), Maureen Lehane (Arsamene), Mildred Miller (Amastre), Lucia Popp (Romilda), Marilyn Tyler (Atalanta), Thomas Hemsley (Ariodate), Owen Brannigan (Elviro).
Orchester des Österreichischen Rundfunks; Dir. Brian Priestman.
- CBS 79325 (1979): Carolyn Watkinson (Serse), Paul Esswood (Arsamene), Ortrun Wenkel (Amastre), Barbara Hendricks (Romilda), Anne-Marie Rodde (Atalanta), Ulrik Cold (Ariodate), Ulrich Studer (Elviro).
La Grande Écurie et La Chambre du Roy; Dir. Jean-Claude Malgoire. (182 min)
- Philips 070 414 1 (1979): Ann Murray (Serse), Christopher Robson (Arsamene), Jean Rigby (Amastre), Valerie Masterson (Romilda), Lesley Garrett (Atalanta), Rodney Macann (Ariodate), Christopher Booth-Jones (Elviro).
Orchester der English National Opera; Dir. Charles Mackerras. (Video, 176 min, englisch)
- Farao 108 101 (1997): Ann Murray (Serse), Christopher Robson (Arsamene), Patricia Bardon (Amastre), Yvonne Kenny (Romilda), Julie Kaufmann (Atalanta), Umberto Chiummo (Ariodate), Jan Zinkler (Elviro).
Bayerisches Staatsorchester München; Dir. Ivor Bolton. (172 min)
- Conifer 75605 51312-2 (1997): Judith Malafronte (Serse), Brian Asawa (Arsamene), Susan Bickley (Amastre), Jennifer Smith (Romilda), Lisa Milne (Atalanta), Dean Ely (Ariodate), David Thomas (Elviro).
Hanover Band Brighton; Dir. Nicholas McGegan. (177 min)
- TDK DV-OPSER (2000): Paula Rasmussen (Serse), Ann Hallenberg (Arsamene), Patricia Bardon (Amastre), Isabel Bayrakdarian (Romilda), Sandrine Piau (Atalanta), Marcello Lippi (Ariodate), Matteo Peirone (Elviro).
Les Talens Lyrique; Dir. Christophe Rousset. (DVD, 160 min)
- Virgin Veritas 545711-2 (2003): Anne Sofie von Otter (Serse), Lawrence Zazzo (Arsamene), Silvia Tro Santafé (Amastre), Elisabeth Norberg-Schulz (Romilda), Sandrine Piau (Atalanta), Giovanni Furlanetto (Ariodate), Antonio Abete (Elviro).
Les Arts Florissants; Dir. William Christie. (DVD, 166 min)
- Chandos CHAN0797(3) (2013): Anna Stéphany (Serse), David Daniels (Arsamene), Hilary Summers (Amastre), Rosemary Joshua (Romilda), Joélle Harvey (Atalanta), Brindley Sherratt (Ariodate), Andreas Wolf (Elviro).
Early Opera Company; Dir. Christian Curnyn. (DVD, 165 min)
- Deutsche Grammophon 4835784 (2018): Franco Fagioli (Serse), Vivica Genaux (Arsamene), Delphine Galou (Amastre), Inga Kalna (Romilda), Francesca Aspromonte (Atalanta), Andrea Mastroni (Ariodate), Biagio Pizzuti (Elviro).
Il Pomo d’Oro; Dir. Maxim Emelyanychev. (169 min)
- C Major 748004 (2018): Gaëlle Arquez (Serse), Lawrence Zazzo (Arsamene), Tanja Ariane Baumgartner (Amastre), Elizabeth Sutphen (Romilda), Louise Alder (Atalanta), Brandon Cedel (Ariodate), Thomas Faulkner (Elviro).
Frankfurter Opern- und Museumsorchester; Dir. Constantinos Carydis. (DVD, 180 min)
- Linn CKD709 (2023): Emily D’Angelo (Serse), Paula Murrihy (Arsamene), Daniela Mack (Amastre), Lucy Crowe (Romilda), Mary Bevan (Atalanta), Neal Davies (Ariodate), William Dazeley (Elviro).
 The English Concert; Dir. Harry Bicket. (171 min)